# The Theory of Whatever
The Theory of Whatever è il quinto album in studio del musicista britannico Jamie T, pubblicato nel 2022.

## Tracce
1. 90s Cars – 3:17
2. The Old Style Raiders – 3:55
3. British Hell – 2:11
4. The Terror of Lambeth Love – 1:46
5. Keying Lamborghinis – 3:30
6. St. George Wharf Tower – 3:10
7. A Million & One New Ways to Die – 3:17
8. Thank You – 4:00
9. Between the Rocks – 3:31
10. Sabre Tooth – 3:24
11. Talk Is Cheap – 3:03
12. Old Republican – 3:23
13. 50,000 Unmarked Bullets – 2:27

## Classifiche
| Classifica (2022) | Posizione raggiunta |
| ----------------- | ------------------- |
| Regno Unito       | 1                   |